# 金河乡 (金台区)
金河乡是中国陕西省宝鸡市金台区下辖的一个乡。

## 行政区划
金河乡共辖以下地区 ：
石桥村、岳家坡村、王家坡村、兴隆村、金塬村、段家坡村、杨家坡村、仝家坡村、谭家坡村、玉池村、周家庄村、洪水沟村、牛氏庙村、寺沟村、焦家沟村、葛河村。